# Flankensteilheit
Die Flankensteilheit ist in der Elektronik und  Messtechnik entweder 
- die Steilheit der Bereichsenden von Filtern wie Tiefensperre (Hochpass), Höhensperre (Tiefpass), Bandsperre oder Bandpass, ausgedrückt in Dezibel pro Oktave (dB/Okt) (Flankensteilheit im Frequenzbereich)

oder
- die Steilheit (Spannungsanstiegsgeschwindigkeit) der Signalflanken eines Rechteck- oder Schaltsignales, angegeben beispielsweise in Volt pro Mikrosekunde (V/µs) (Flankensteilheit im Zeitbereich).

## Flankensteilheit von Filtern
Der Frequenzgang eines Filters – gleich welcher Bauart – wird durch den Durchlassbereich und den Sperrbereich bestimmt. Wie aus der Bezeichnung hervorgeht, sollen alle Frequenzen innerhalb des Durchlassbereichs möglichst ungedämpft übertragen werden. Die Dämpfung innerhalb des Sperrbereichs kann jedoch nicht plötzlich mit der Grenzfrequenz erfolgen, für die der Filter berechnet ist, sondern setzt erst allmählich ein. Auf diese Weise entsteht eine Durchlasskurve, die im Durchlassbereich möglichst geradlinig ist und zum Sperrbereich hin mehr oder weniger steil abfällt. Weit verbreitet sind Filter mit 6 dB/Okt., 12 dB/Okt., 18 dB/Okt. und 24 dB/Okt.
Besonders gerade Durchlassbereiche und steile Filterflanken lassen sich mit Quarz- und Oberflächenwellenfiltern (AOW-Filtern) erreichen.
Bei typischen Präsenz- und Absenzfiltern mit Parallel- oder Serien-Resonanzkreisen gilt nicht die Flankensteilheit, sondern allein die Filtergüte.  
Die Flankensteilheit in dB/Okt. ist jedoch nicht allein in den Gütefaktor Q oder die Bandbreite B umzurechnen, weil es beim Anheben oder Absenken (Gain) der Center-Frequenz keinen konstanten dB/Okt.-Wert geben kann; siehe Weblink unten.

## Flankensteilheit von Rechteck- und Schaltsignalen
Die Flankensteilheit von Signalen kann aufgrund der endlichen Grenzfrequenz der Schaltelemente und Übertragungsglieder nicht unendlich hoch sein. Sie kann sich auch aufgrund von Dispersion entlang langer Leitungen (Lichtleitkabel, isolierte Kupferkabel) oder durch Tiefpässe verringern.
In vielen Fällen soll sie jedoch besonders hoch sein oder bleiben, etwa um Schaltverluste zu verringern und den unzulässigen („verbotenen“) Bereich von Digitalschaltungen möglichst schnell zu überstreichen oder eine maximale Datenrate zu gewährleisten; siehe Anstiegs- und Abfallzeit.
Viele elektronische Schaltungen, wie beispielsweise Flipflops, funktionieren nur mit ausreichender Flankensteilheit der Steuerimpulse ordnungsgemäß. Diese lässt sich durch Schmitt-Trigger erhöhen.
Besonders hohe Flankensteilheiten führen jedoch auch zu besonders hohen Störaussendungen, da dann im Frequenzspektrum eines Signalsprunges besonders hohe Frequenzen auftreten, die stärker induktiv oder kapazitiv „koppeln“, d. h. sich von einer Signalleitung auf eine andere übertragen können.
Daher muss oft ein Kompromiss zwischen geringen Schaltverlusten und geringen Störaussendungen getroffen werden, etwa bei der Ansteuerung von Schalttransistoren in Schaltnetzteilen.